# Pusula församling
Pusula församling (finska: Pusulan seurakunta) var en luthersk församling i Pusula i det finländska landskapet Nyland. Församlingen, som var en del av Nummis och Pusula kyrkliga samfällighet, uppgick i Lojo församling år 2013 när Nummi-Pusula kommun lades samman med Lojo stad.

## Historia
Pusula församling grundades som en kapellförsamling till Lojo församling år 1637. Då hette församlingen Metsäkansa. Pusula församling blev en självständig församling år 1887. När Nummis och Pusula kommuner sammanlades bildades Nummis och Pusula kyrkliga samfällighet av Nummis och Pusula församlingar. Kyrkliga samfälligheten hade hand om bland annat gemensamma tjänster och fastigheter. Pusula församlings huvudkyrka var Pusula kyrka. Församlingen hade också en annan kyrka, Kärkölä bykyrka i byn Kärkölä. Omkring båda kyrkorna finns en egen begravningsplats.

## Kyrkoherdar
Lista över Pusula församlings kyrkoherdar:
- Karl Henrik Lindfors (1888–1904)
- Anton Malakias Havonen (1905–1925)
- Urho Peltonen, valdes 1926 (valet upphävdes)
- William Oskari Aarnio f.d. Grip (1927–1952)
- Olavi Tuulio (1952–?)